# Bier in de Verenigde Staten

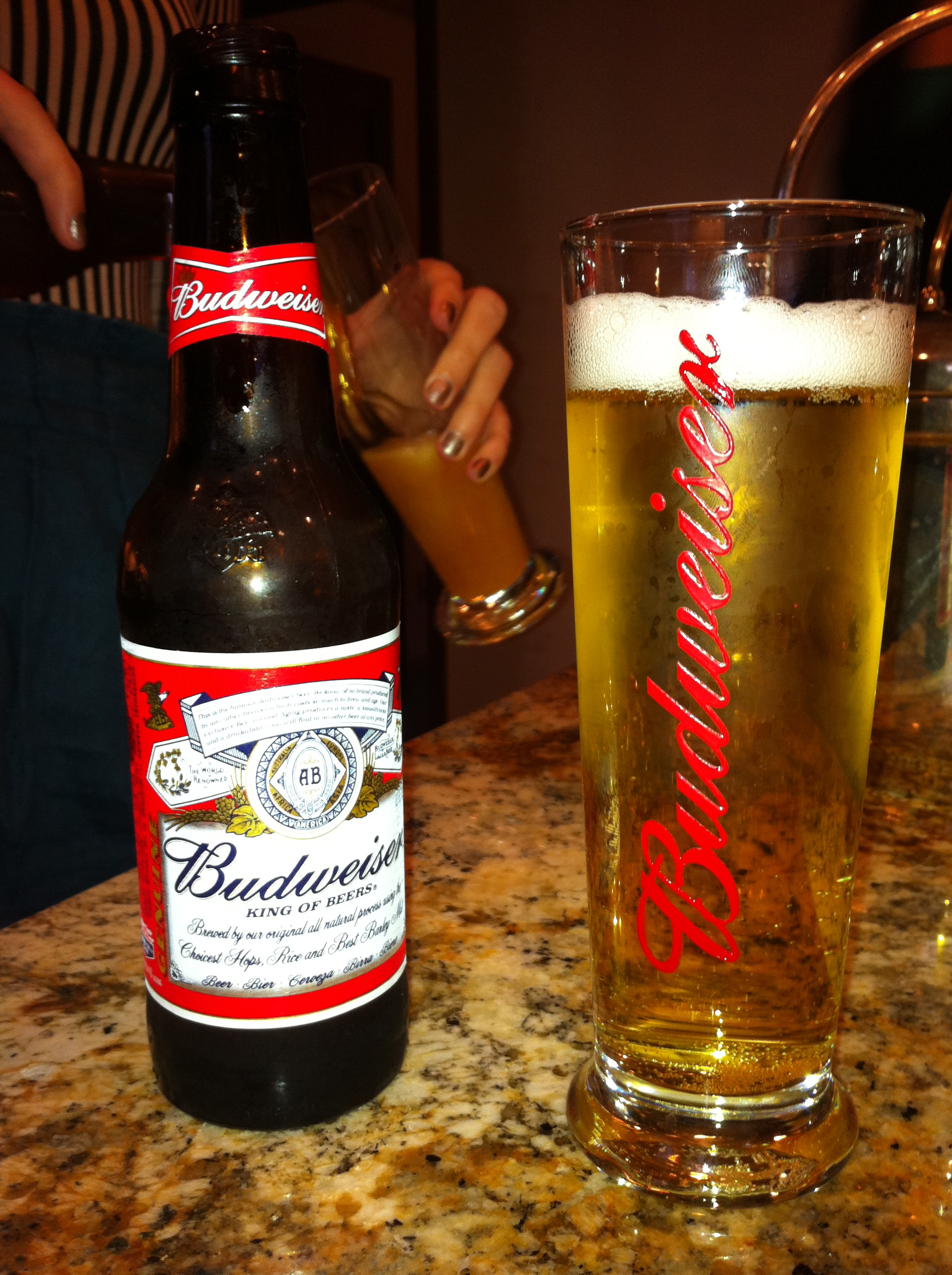
Budweiser

In de Verenigde Staten wordt er bier gebrouwen door meer dan 8000 brouwerijen, van multinationals tot microbrouwerijen. 
In 2009 werden er 196 miljoen biervaten geproduceerd, dit was zo'n 230 miljoen hectoliter. Jaarlijks drinkt een Amerikaan gemiddeld 78,2 liter bier. Daarmee staat de Verenigde Staten (VS) op de 12de plaats in de wereld (cijfers 2010). Qua totale consumptie is de VS zelfs de op een na grootste verbruiker van bier, na China. De VS is 's werelds grootste importeur van bier.
De meest geproduceerde biersoort is American lager, een bleek tot goudkleurig laaggegist bier. De kleine brouwerijen, die een grote groei hebben meegemaakt sinds de jaren 1980, maken bier in veel verschillende soorten en stijlen.

## Brouwers
De grootste brouwers van het land zijn Anheuser-Busch, sinds 2008 een onderdeel van Anheuser-Busch InBev, en de Canadese biergroep Molson Coors Brewing Company (MCBC). MCBC was mede eigenaar van MillerCoors, een joint venture met SABMiller, maar MillerCoors kwam eind 2016 volledig in handen van MCBC. Voor Constellation Brands is Corona het belangrijkste biermerk. 
| Bedrijf                      | 2010  | 2020  |
| ---------------------------- | ----- | ----- |
| Anheuser-Busch InBev         | 47,9% | 38,7% |
| Molson Coors (MCBC)          | 28,9% | 21,1% |
| Constellation Brands         | 5,3%  | 11,3% |
| Mark Anthony Brands (Mike's) | 0,6%  | 4,4%  |
| Boston Beer Co.              | 1,1%  | 3,5%  |
| Heineken USA                 | 4,0%  | 3,2%  |
| Overige en import            | 12,2% | 17,8% |

In 2020 waren er bijna 9000 brouwers actief in de VS. In het jaar 2000 lag het aantal nog op ruim 1500 en de forse uitbreiding is vooral een gevolg van de sterke uitbreiding van kleine gespecialiseerde brouwerijen.

## Biercultuur
Amerikaans bier heeft lange tijd een slechte naam gehad en veel Amerikanen zullen nog steeds een geïmporteerd Europees bier hoger waarderen dan een eigen bier. In Amerika kunnen bieren als Stella Artois, Heineken of Grolsch zelfs als luxebier worden gedronken, terwijl ze in eigen land toch vooral als simpele doordrinkers worden beschouwd. Een voorbeeld van simpel Amerikaans bier is het zogenaamde malt liquor.
De laatste jaren is de Amerikaanse bierconsument echter kritischer en zelfbewuster geworden. Kleine, kwalitatief sterke brouwerijen slagen er meer en meer in de markt te veroveren en bierkenners kunnen meer dan ooit waardering opbrengen voor Amerikaans speciaalbier, het zogeheten craft beer. Hoewel de Amerikaanse bieren nog vaak aanleunen bij Europese stijlen, slagen veel brouwerijen erin toch een heel eigen smaak en traditie op te bouwen. Amerikaanse bierstijlen die internationaal aanzien genieten, zijn onder andere Amerikaanse pale ales en India pale ales naar Engels voorbeeld, maar gebrouwen met eigen hopvariëteiten die het bier een opvallende fruitige smaak geven.
In 2020 was het aandeel van craft beer zo'n 12% van de totale Amerikaanse biermarkt ofwel een volume van 23 miljoen vaten. Importbieren hadden een aandeel van 19% en de overige 68% ging naar de meer standaard biersoorten.

## Statistieken
Cijfers uit 2009:
- Bierproductie: 214 miljoen hl
- Export: 3,535 miljoen hl
- Import: 33,731 miljoen hl
- Bierconsumptie: 244,85 miljoen hl
- Bierconsumptie per inwoner: 78,2 liter
- Actieve brouwerijen: 2100